# Цинзерлинг, Владимир Владимирович
Влади́мир Влади́мирович Ци́нзерлинг (родился 31 августа 1884 года, Санкт-Петербург, Российская империя — умер 15 марта 1954 года, Москва, РСФСР, СССР) — российский и советский путешественник, исследователь, разносторонний учёный, профессор. Области научных интересов — география, гидрология, климатология.
Известен своими работами, посвящёнными теоретическим и практическим проблемам водосбережения в различных регионах СССР.

## Биография

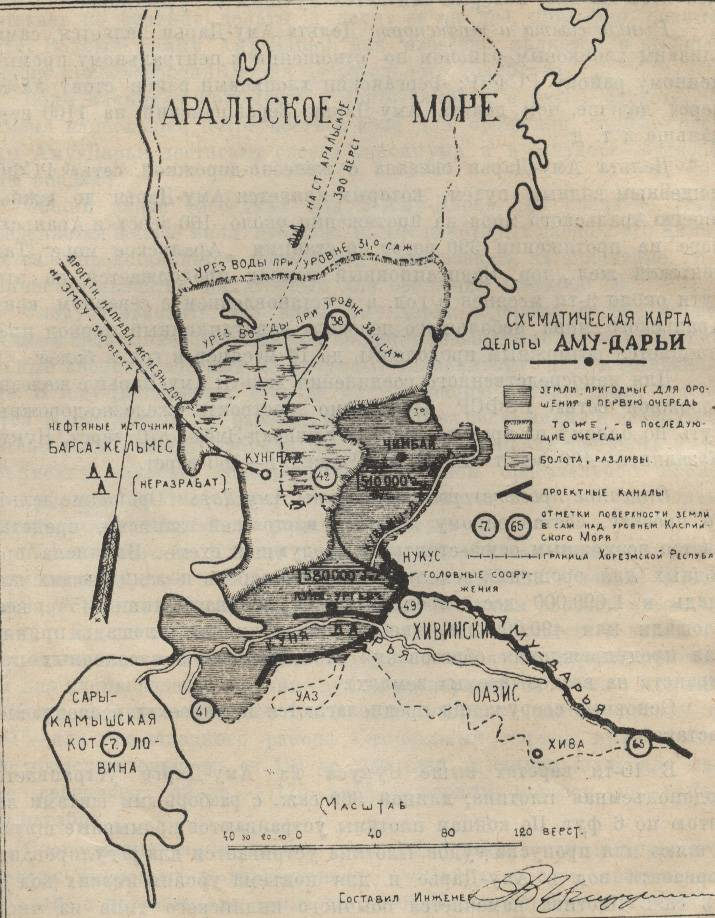
Дельта реки Аму-Дарья в 1918 г.

Владимир Цинзерлинг родился в Санкт-Петербурге 31 августа 1884 года в семье обрусевших эмигрантов из франкоязычной Швейцарии. Отец — Владимир Карлович Цинзерлинг (1854—1899), мать — Екатерина Яковлевна Цинзерлинг (1864—1922).
Сестра В. В. Цинзерлинга, Екатерина Владимировна Цинзерлинг (1887—1979), окончила «Главное немецкое училище Святого Петра» (Санкт-Петербург) и Бестужевские курсы, стала видным специалистом в области кристаллографии, доктором геолого-минералогических наук.
В 1902 году поступил в Императорский Лесной институт, но из-за отсутствия средств был вынужден прервать обучение. С ранней юности работал по найму, в том числе, в 1904—1905 году в Германии домашним учителем в семье известного предпринимателя Сименса. В 1909 ходил матросом на четырехмачтовом паруснике по Атлантическому и Тихому океанам. Затем работал несколько лет в США в качестве рабочего, техника, инженера на различных ирригационных объектах, в том числе на очень сложном — в дельте реки Колорадо.
В 1913 году окончил Лесной институт, а в 1916 году — инженерный факультет сельскохозяйственного института (экстерном).
С 1913 года руководил гидрологическими исследованиями в дельте Аму-Дарьи, участвуя в проекте Главного Туркменского канала.
В 1917 году занимался изысканиями трассы дороги от Мурманска до реки Паз. В 1918 году В. В. Цинзерлинг входит в оргбюро Комитета государственных сооружений, занимается составлением проектов ирригации, мелиорации и лесовосстановления. На основе своих работ написал и в 1927 году опубликовал монографию «Орошение на Аму-Дарье». 800-страничный научный труд выдвинул его в лидеры исследователей аридных земель СССР .

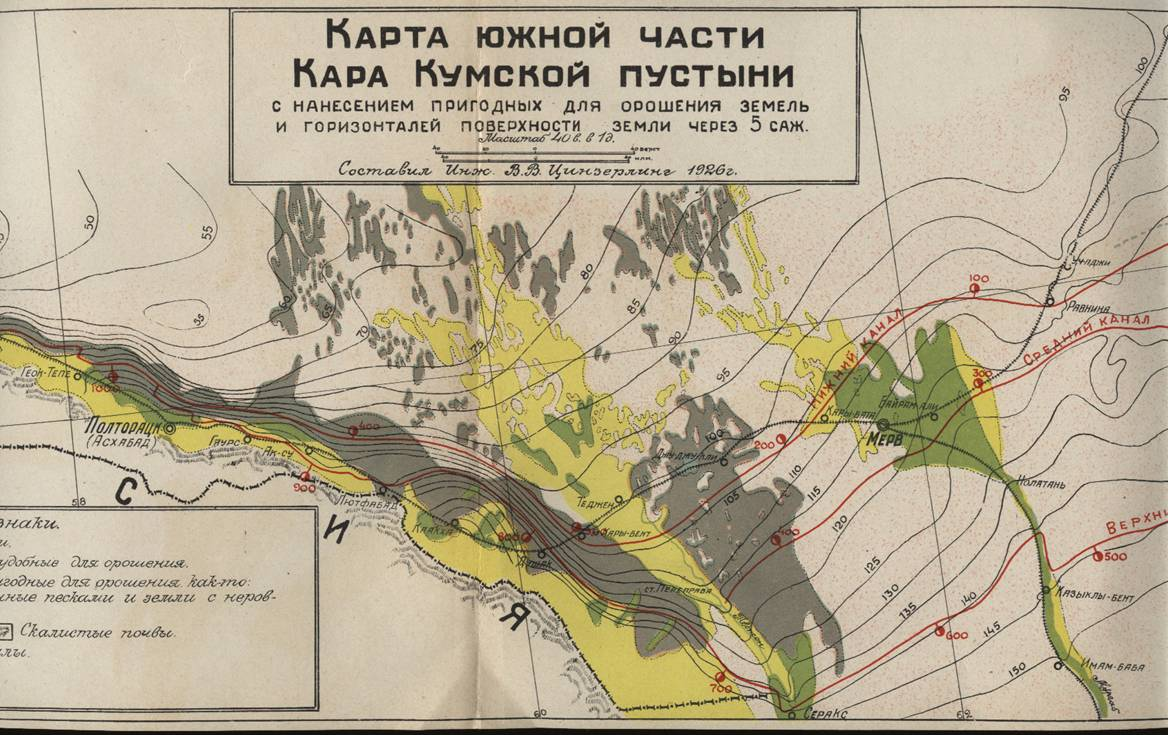
Схема земель юга Кара Кумской пустыни, пригодных для орошения, 1926 г.

В 1920—1930-х гг. преподавал в Московском и Казанском лесотехнических и Воронежском сельскохозяйственном институтах.
В 1933 году был участником легендарного автопробега через пустыню Каракумы.
В 1933 году становится профессором Воронежского лесотехнического института. Публикует монографию «Лесная гидрология».
В 1940-х — начале 1950-х годов перешёл на работу в Совет по изучению производительных сил (СОПС) АН СССР, связав свою научную деятельность с изучением внутреннего влагооборота на Европейской равнине СССР. Его публикации и письма в Госплан и Совмин СССР были посвящены оптимизации орошения и водосбережению. Показывая роль природной растительности в формировании летних осадков, В. В. Цинзерлинг выступал против опрометчивых планов преобразования природы, в том числе и против осушения болот Полесья.
23 мая 1950 года он выступил с критическими замечаниями по докладу М. И. Будыко и О. А. Дроздова на конференции по проблеме Сталинского плана преобразования природы.
30—31 мая 1952 года на совещании в Институте географии АН СССР по проблемам влагооборота в атмосфере представил доклад «Природные водообороты и их влияние на климат СССР». По специальному распоряжению Президиума АН СССР № 462 от 21.03.1952 г., которое подписал Президент АН СССР, академик А. Н. Несмеянов, СОПС обеспечил профессору В. В. Цинзерлингу условия для научной и литературной работы по вопросу влагооборота на территории СССР.
Умер в 1954 году. Похоронен в Санкт-Петербурге на Смоленском лютеранском кладбище.
Жена (с 1920) — Мария Владимировна (1899—1969), преподаватель иностранных языков.
Сыновья — Максим (1927) и Владимир (1931).
Основные вехи жизненного пути и вклад в отечественные географию и климатологию, а также перечень основных трудов В. В. Цинзерлинга приведены в статье Тишкова А. А. «Дискуссия о внутреннем влагообороте: дополнительные штрихи к истории отечественной географии XX века».
Плодотворная деятельность учёного привлекла к проблемам исследования влагооборота и воздействия человека на природу широкий круг специалистов. В. В. Цинзерлинг строил свои научные гипотезы и прогнозы, выявляя многовековые и вековые циклы колебания климата. Основываясь на результатах анализа природной цикличности климата, он ещё в 1940-х годах спрогнозировал начало его потепление с конца текущего XIX века.
Последние его работы остались неопубликованными.

## Актуальность работ
Актуальность географических прогнозов учёного и внимание к ним современных климатологов определяются стоящими перед человечеством глобальными проблемами устойчивого развития биосферы Земли.
В работах отмечается, что научнообоснованный прогноз, сделанный гидрологом и географом В. В. Цинзерлингом ещё в 1924 году, о неизбежном понижении уровня Аральского моря при вовлечении в бассейне Амударьи в орошаемое земледелие значительных площадей оправдался полностью:

«Сейчас площадь поверхности Аральского моря составляет около четверти первоначальной,
а объем воды — около 10 %. Абсолютный уровень воды в море снизился на 22 м ниже исходного уровня, наблюдавшегося в конце 1950-х годов, когда начался активный рост орошаемых посевов хлопчатника в республиках Средней Азии»

Если бы не научная убежденность В. В. Цинзерлинга и не его нравственная позиция, экологическая катастрофа в регионе разразилась бы значительно раньше.
Сбылись, к сожалению, и прогнозы ученого о неизбежности значительных потерь воды и засоления больших площадей земель при выборе современной трассы Каракумского канала и неэффективности планов осушения Полесья.

## Память
- Профессор В.В. Цинзерлинг и его роль в обучении проблем климатологии

### Комментарии
1. ↑  Е. Я. Цинзерлинг похоронена в Москве на Новодевичьем кладбище (4-й участок) // Кипнис С. Новодевичий мемориал — М.: «Пропилеи», 1995. — 430 с. — ISBN 5-7354-0023-1
2. ↑  Среди архивных документов Императорского лесного института (фонд 994 в ЦГИА СПб) сохранилось дело 2669 Цинзерлинга Владимира Владимировича, документы в котором относятся к периоду с 14.06.1902 по 08.04.1913 годы
3. ↑  Писатель Ю. В. Трифонов в романе о строителях канала в пустынях Туркмении в 1957—1958 гг. пишет о «знаменитом Цинзерлинге» и его проекте водопропускного канала — Трифонов Ю. В. Утоление жажды — М.: Сов. писатель, 1964. — 368 с. — С.170—173
4. ↑  М. В. Цинзерлинг, урождённая Полякова — дочь известного терапевта, доктора медицины, генерала — главного терапевта российской армии и профессора МГУ Владимира Фёдоровича Полякова (1866—1917).